# Matorf-Kirchheide
Matorf-Kirchheide ist ein Ortsteil der Stadt Lemgo im Kreis Lippe in Nordrhein-Westfalen. 

## Geschichte
Der Ortsteil bildete bis zur Eingemeindung in die Stadt Lemgo nach dem Lemgo-Gesetz am 1. Januar 1969 die Gemeinde Matorf im Kreis Lemgo. Zur Gemeinde Matorf gehörten die Ansiedlungen Bredaerbruch, Kirchheide, Lehmkuhle, Matorf und Niederbrüntorf.
Der Kreis Lemgo wurde am 1. Januar 1973 mit dem Kreis Detmold zum Kreis Lippe zusammengeschlossen.
Bis 1942 war in Kirchheide die bekannte Orgelbaufirma Klassmeier ansässig.

## Persönlichkeiten
Die Brüder Friedrich (1876–1932) und August Düsenberg (1879–1955), Gründer der US-amerikanischen Automarke Duesenberg, wurden in Kirchheide geboren.
Der Künstler Norbert Stockhus wurde 1948 in Kirchheide geboren.  

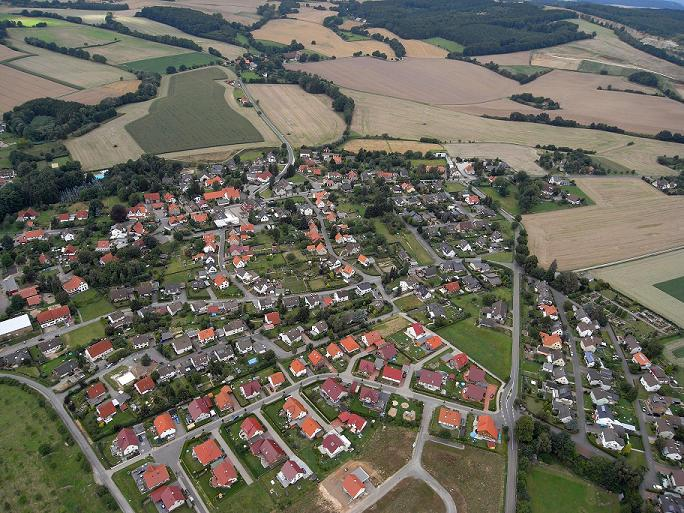
Kirchheide (2008)
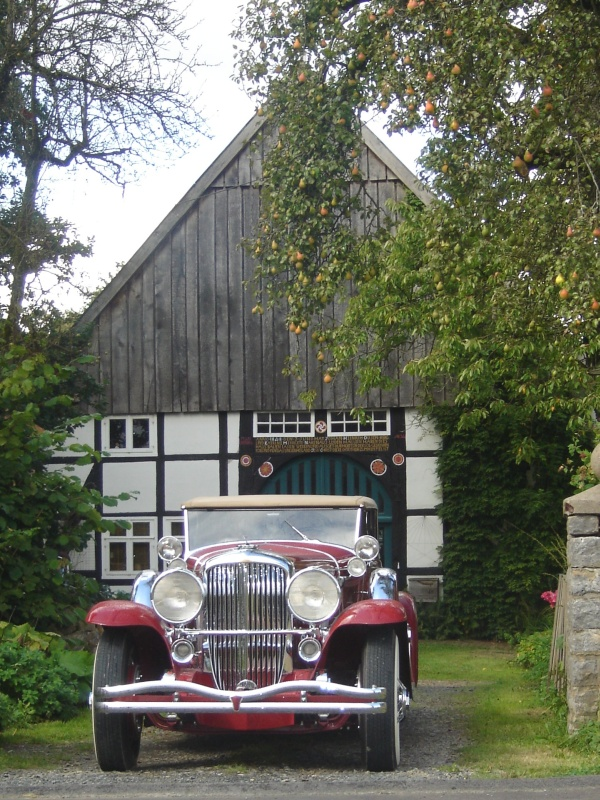
Duesenberg J Murphy Convertible Coupe 1929 vor dem Geburtshaus der Duesenbergs in Kirchheide (2007)
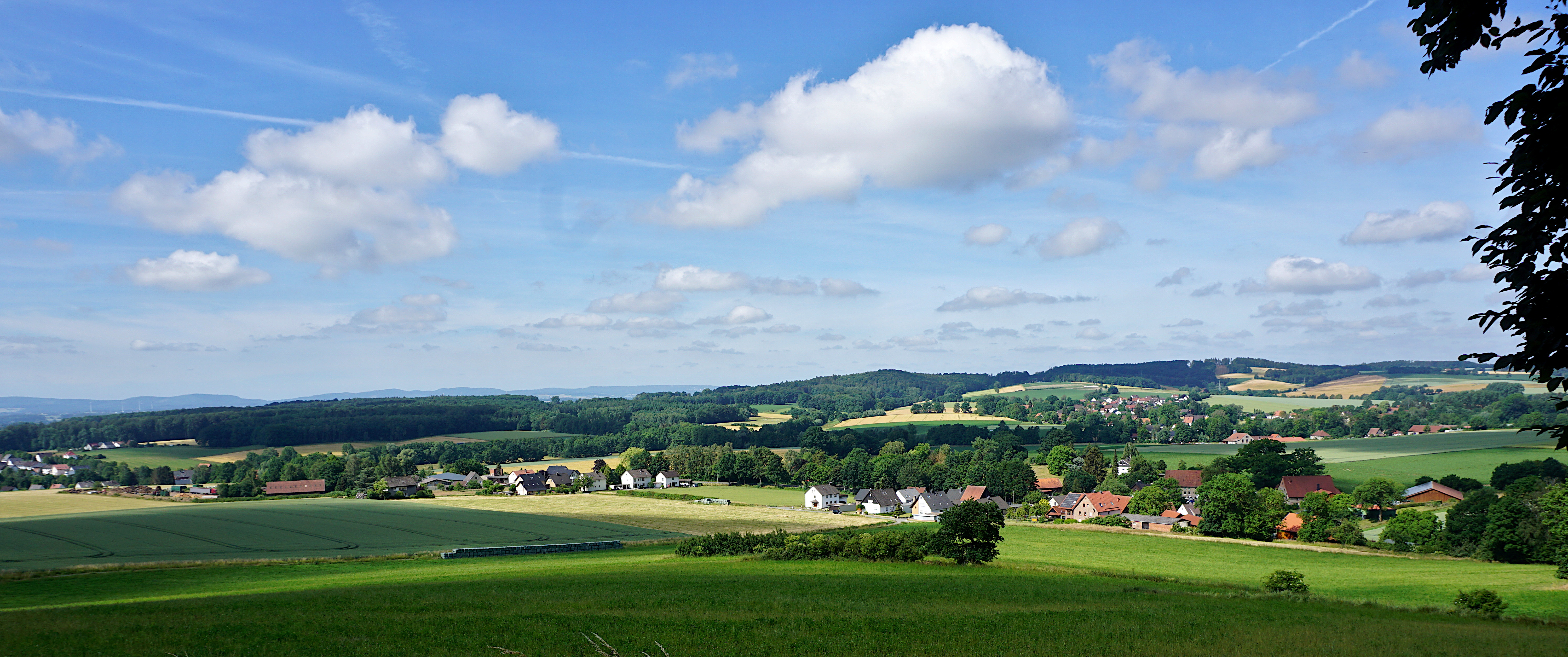
Matorf